# 후지와라 미오코
후지와라 미오코(일본어: 藤原 美央子, 4월 12일 ~ )는 일본의 여성성우이다. 프로덕션 바오밥 소속. 사이타마현 출신.

## 출연작품

### TV 애니메이션
1999년
- 매직 스쿨 버스 (키샤)
- ∀건담 (부인B)

2000년
- 매직 스쿨 버스II (키샤)

2002년
- NARUTO -나루토- (카게로·여)

2005년
- 마호라바 (쿠로사키 사요코)

### 게임
2000년
- 얼굴없는 달 (사와구치 치카코)

2001년
- 마법소녀 아이 (히에 하루미) : 스즈미 토모에 (鈴美巴) 명의

2003년
- 마음…0 (쿠온 지루리) : 스즈미 토모에 (鈴美巴) 명의

2004년
- Peace@Pieces (하야카와 시노부) : 스즈미 토모에 (鈴美巴) 명의

2005년
- School Days (카츠라 마나미) : 스즈미 토모에 (鈴美巴) 명의
- 검명 흩어지다 (타케다 아카네) : 스즈미 토모에 (鈴美巴) 명의

2006년
- SummerDays (카츠라 마나미) : 스즈미 토모에 (鈴美巴) 명의

2007년
- 변덕스러운 무지개빛 사랑의 날씨는 비 (이오기 치카) : 스즈미 토모에 (鈴美巴) 명의
- IZUMO3 (히메노 미카, 염마천) : 스즈미 토모에 (鈴美巴) 명의
- 리리컬♪리릭 (아카기 미사코) : 스즈미 토모에 (鈴美巴) 명의
- 속·살육의 쟝고 -지옥의 현상수배자- (이름없는 여자) : 스즈미 토모에 (鈴美巴) 명의
- Clear -클리어- (사야마 노노카) : 스즈미 토모에 (鈴美巴) 명의

### 외화
2002년
- 이브의 모든 것(허영미)